# Joop Roeland
Pater Joop Roeland OSA (* 23. März 1931 in Haarlem; † 18. März 2010 in Wien) war ein in Wien lebender niederländischer Seelsorger und Schriftsteller.

## Leben

### Ausbildung und Herkunft
Roeland wurde 1931 in der niederländischen Stadt Haarlem als Sohn eines Bankbeamten geboren. Joop absolvierte in seinem Heimatland eine Augustinerschule (Mittelschule). Seine damaligen Berufswünsche waren, entweder Journalist oder Mittelschulprofessor für Geographie und Geschichte zu werden. Durch einen priesterlichen Lehrer angeregt trat er trotz Skepsis seines Vaters gleich nach der Matura selbst in den Orden der Augustiner-Eremiten ein. Mit dem dort ihm fremden aber auch faszinierenden Leben kam er nicht gleich zurecht und wollte bald das Kloster wieder verlassen. Seines Vaters wegen wollte er jedoch bis Weihnachten durchhalten. „Und dann ist im Laufe der Zeit eine tiefere Inspiration gekommen.“ Seine Mutter sei eine Frohnatur gewesen sein, die von der eher fröhlichen Amsterdamer Mentalität geprägt war. Joop hatte noch einen älteren und einen jüngeren Bruder sowie eine jüngere Schwester.

### Studienjahre
Roeland studierte Philosophie und Theologie an den Universitäten Eindhoven und Nijmegen. Nach der Priesterweihe im Alter von 25 Jahren studierte er Germanistik an der Universität Utrecht und unterrichtete deutsche Literatur an einem Gymnasium in Utrecht.
Um aus der Enge Niederlands herauszukommen, ging er nach München, um dort sein Germanistikstudium fortzusetzen. Die von ihm belegten Vorlesungen bei Romano Guardini ließen ihn den kommenden Aufbruch der katholischen Kirche erahnen. Zurück in den Niederlanden wurde er Deutschlehrer in Schiedam bei Rotterdam.

### Wiener Jahre 1967 bis 1986
1967 entschied sich Roeland nach Wien zu gehen, um hier in einem Sabbatjahr seine begonnene Dissertation voranzutreiben, die unvollendet geblieben war, wodurch ihm der akademische Doktorgrad verwehrt blieb. In verschiedenen späteren Veröffentlichungen wurde er deshalb als Drs. (Doktorandus) Joop Roeland angeführt. 1970 wurde er Studentenseelsorger und bekam 1971 die Leitung der Katholischen Hochschulgemeinde übertragen. 1972 kam sein erstes Buch, Kommunikationsversuche, heraus.
Im Dezember 1984 feierte Joop Roeland mit den Besetzern der Hainburger Au den Weihnachtsgottesdienst. 16 Jahre und drei Studentengenerationen lang, bis 1986, war Roeland diesen Freund und Seelsorger. Im universitären Milieu der Universitäten versuchte er im Geist des II. Vatikanums innerhalb der Wiener Katholischen Hochschulgemeinde christliche Gemeinden aufzubauen. Danach zog er sich aus dem universitären Betrieb zurück, um sich anderen Richtungen der Studentenpastorale zu widmen und sie im Rahmen des damaligen kirchenamtlichen Zeitgeists zu forcieren.

### Rektor der Ruprechtskirche und weitere Ämter
1986 wurde Roeland zum Rektor der Ruprechtskirche, der ältesten Kirche in Wien, bestellt. Gemeinsam mit einigen Mitstreitern baute er eine fortschrittliche katholische Gemeinde auf, „wo die Liturgie und das sorgsame Wort als heilende Sprache bis heute gepflegt wird.“ „Seine poetische Sprache wurde für viele Menschen eine Brücke vom Alltag hin zum gemeinsamen Feiern der Liturgie.“
In der Folge wurde Roeland Geistlicher Assistent des Literarischen Forums und Katholischen Akademikerverbandes. In der über seiner Rektoratsgemeinde übergeordneten Pfarre St. Stephan, wo er regelmäßig auch Beichtdienste übernahm, war er zusätzlich Domkurat. Im Jahr 1998 wurde ihm als Pionieraufgabe die Homosexuellenseelsorge in der Erzdiözese Wien – in der Sprachregelung als Seelsorger für gleichgeschlechtlich empfindende Menschen – übertragen.
Anfang 2006 übergab er nach rund 20 Jahren der Leitung das Rektorat der Ruprechtskirche an seinen Nachfolger Pater Gernot Wisser SJ. Nur wenige Tage vor seinem 79. Geburtstag starb Joop Roeland.

## Zitate
„Die Kirche möge das Lächeln wieder lernen. Wir brauchen nicht so viele Mahnungen. Die Kirche sollte weniger Ängste haben, sondern mehr Vertrauen auf Menschen und wohl auch auf die Gnade Gottes. Bei Günter Grass heißt es, dass die Leute einmal gegen alle Ängste des Lebens das Pfeifen erfunden haben. Christen sollten das Pfeifen wieder anfangen. Die Kirche sollte Kurse anbieten, wo man das Pfeifen wieder lernt, Schulungen in jene Sorgenlosigkeit, die uns Jesus empfiehlt, Einführungen in die Vergesslichkeit, wo alle Lebensverkrampfungen verabschiedet werden, Tagungen, wo das Sehen wieder gelernt wird und die Augen und das Herz sich wieder frei öffnen für Gutes und Schönes.“

„»Die Sprache des Beters ist viel mehr die Sprache des Dichters als die eines Theologen. Es ist ein Dichter, der sagt: ›Aus der Tiefe rufe ich …‹; der Beter würde noch hinzufügen: ›… Gott, höre meine Stimme!‹« – Um solch eine religiöse Sprache, die sich weder mit der Alltagsbanalität bescheidet noch den Duktus amtlicher Doktrin widerspiegelt, hat sich Joop Roeland, holländischer Augustinerpater in Wien, seit 1970, als er aus dem Norden in die Donaustadt kam, bemüht: […]
Joop Roelands Bücher – zuletzt: »Verlorene Wörter«, 2009 – zeugen von seinem jahrzehntelangen Bemühen, im Wortschwall der Gegenwart so etwas wie Achtsamkeit für das Wort zu propagieren und dies auch und gerade seiner Kirche anzuempfehlen. Er übersetzte den Alltag mit liebevoller Beobachtung und leisem Humor ins Poetische, und auch die christliche Botschaft fand in seinen Worten eine Sprache, die sich weder als anbiedernd noch als autoritär erweist.“

## Werke
- Kommunikationsversuche. Veritas, Wien/Linz/Passau 1972.
- Nach dem Regen grünes Gras. Gedichte, Styria, Graz 1984, ISBN 3-222-11514-1.
- Die Stimme eines dünnen Schweigens. Die Quelle, Feldkirch 1992, ISBN 3-7867-8487-6.
- An Orten gewesen sein. Texte zum Weitergehen. Prosatexte und Gedichte, Otto Müller Verlag, Salzburg 1999, ISBN 3-7013-1007-6.
- Wie die Worte das Fliegen lernten. Otto Müller Verlag, Salzburg/Wien 2006, ISBN 3-7013-1118-8.
- Verlorene Wörter. Wiener Dom-Verlag, Wien 2009, ISBN 978-3-85351-208-1.
- Verschiedene Artikel in der Zeitschrift Fragmente, Rektorat St. Ruprecht (Hrsg.), Wien 1986–2005.